# Warren Kole
Warren David Blosjo, Jr. (San Antonio, 23 de setembro de 1977), conhecido profissionalmente como Warren Kole, é um ator estadunidense conhecido por seu papel como detetive Wes Mitchell da LAPD na série original da USA Network, Common Law. Ele também fez o papel de Roderick em sua primeira temporada na série original da FOX, The Following, e atualmente faz o papel do agente Robert Stahl do FBI, no drama criminal da NBC, Shades of Blue.

## Vida e carreira
Kole nasceu em San Antonio, Texas, e ele passou boa parte de sua juventude na área de Washington, D.C.. Ele estudou atuação na Universidade de Boston em Massachusetts, onde começou sua carreira atuando em produções de teatros locais.
Kole fez sua estréia no filme A Love Song for Bobby Long como suporte a John Travolta, Scarlett Johansson e outra estrela do USA Network, Gabriel Macht. Ele também estrelou como Addley Koffin como suporte a Rebecca De Mornay e Jaime King no filme Mother's Day, e ele fez uma aparição no sucesso de 2012, The Avengers. Ele também teve um papel no programa de TV, Rizzoli & Isles. Kole teve um papel recorrente como Roderick na série da FOX, The Following.
Antes de seu papel em Common Law, ele teve papéis recorrentes nas séries da FOX, The Chicago Code, 24 e Mental. Ele também teve um papel principal como Robert Wheeler na minisérie de seis partes da TNT, Into the West, produzida por Steven Spielberg e DreamWorks. Ele também estrelou em Pick Me Up no episódio da série antológica, Masters of Horror da Showtime. Ele aparece na quinta temporada de White Collar da USA Network.
Em 2016, Kole começou um papel de apoio como agente especial do FBI, Robert Stahl na então nova série da NBC, Shades of Blue, ao lado de Jennifer Lopez e Ray Liotta. Mais tarde retratou Rafe Adler, principal antagonista do jogo eletrônico de 2016, Uncharted 4: A Thief's End.

## Filmografia

### Filme
| Ano  | Filme             | Papel                                                   |
| ---- | ----------------- | ------------------------------------------------------- |
| 2007 | Cougar Club       | Marshall Hogan III                                      |
| 2010 | Mother's Day      | Addley Koffin                                           |
| 2012 | The Avengers      | Carrier BridgeTechs, também conhecido como "Galaga Guy" |
| 2014 | Game of Assassins | David                                                   |

### Televisão
| Ano  | Show               | Papel                          |
| ---- | ------------------ | ------------------------------ |
| 2005 | Masters of Horror  | Walker                         |
| 2008 | CSI: Miami         | Russell Brooks                 |
| 2009 | 24                 | Special Agent Brian Gedge      |
| 2009 | Mental             | Rylan Moore                    |
| 2009 | Cold Case          | Grady Giles                    |
| 2009 | NCIS: Los Angeles  | Air Force Captain Pete Briggs  |
| 2010 | Nomads             | Ryker                          |
| 2010 | Rizzoli & Isles    | Sumner Fairfield               |
| 2011 | The Chicago Code   | Ray Bidwell                    |
| 2012 | Common Law         | Wes Mitchell                   |
| 2013 | The Following      | Roderick                       |
| 2013 | Person of Interest | Ian Murphy                     |
| 2013 | White Collar       | David Siegel                   |
| 2014 | Stalker            | Detective Trent Wilkes         |
| 2016 | Shades of Blue     | FBI Special Agent Robert Stahl |
| 2016 | Blue Bloods        | Officer Thomas Sculley         |